# Gašper Marguč
Gašper Marguč (Celje, 1990. augusztus 20. –) szlovén válogatott kézilabdázó,jobbszélső,  jelenleg a Telekom Veszprém KC játékosa.

## Pályafutása
Gašper Marguč szülővárosában, Celjében kezdett kézilabdázni a legsikeresebb szlovéniai csapatban. A felnőtt csapatban 2009 óta játszott rendszeresen. Az ott töltött öt szezon alatt nyert szlovén bajnokságot és kupát is, valamint a nemzetközi kupákban is szerepelhetett. Emellett tagja volt a korosztályos szlovén válogatottnak is, a junior válogatottal 2010-ben az Európa-bajnokságon bronzérmes lett, és Kentin Mahéval holtversenyben ő lett a torna gólkirálya is. A Bajnokok ligájában is rendkívül gólerősen játszott, ennek köszönhetően Európa nagyobb csapatai is felfigyeltek rá, és 2014-ben az MVM Veszprém KC játékosa lett. A magyar topcsapattal nemzeti bajnoki címet és kupagyőzelmet is aratott, valamint kétszer jutott be a Bajnokok ligája döntőjébe, a 2015–2016-os szezonban a sorozat legjobb jobbszélsőjének is megválasztották.
A felnőtt válogatottban első világversenye a 2013-as világbajnokság volt, amelyen a negyedik helyet szerezte meg. Érmet a 2017-es világbajnokságon tudott nyerni, amikor a bronzmérkőzésen Marguč 4 góljának is köszönhetően egy emlékezetes mérkőzésen nagy hátrányból fordítva a szlovén válogatott legyőzte Horvátország csapatát.

## Sikerei
- SEHA-liga győztes: 2015, 2016, 2020, 2021
- Szlovén bajnokság győztese: 2010
- Szlovén kupagyőztes: 2010, 2012, 2013, 2014
- Magyar bajnokság győztese: 2015, 2016, 2017, 2019, 2023, 2024, 2025
- Magyar kupagyőztes: 2015, 2016, 2017, 2018, 2021, 2022, 2023, 2024
- Világbajnokság bronzérmese: 2017
- Bajnokok Ligája legjobb jobbszélsője: 2016
- SEHA-liga legjobb jobbszélsője: 2020